# Université libre de Luozi
L’université libre de Luozi (ULL) est une université privée de  la république démocratique du Congo, située dans le territoire de Luozi (Manyanga), au Bas-Congo. Sa langue d'enseignement est le français.

## Histoire
L'ULL obtient son agrément d'université en 1997 mais son histoire remonte à 1967 avec la création du « Fonds de l’institut Tombouctou de Luozi ».
Elle devient autonome en 2010 à la suite de l'arrêté ministériel no 157/MINESU/CABMIN/EBK/PK/2010 du 27 septembre 2010, portant autonomisation de quelques extensions des établissements de l’enseignement supérieur et universitaire.

## Facultés
- Faculté d'Agronomie
- Faculté de Droit
- Faculté de Médecine
- Faculté des Sciences sociales, politiques et administratives
- Faculté des Sciences économiques et de gestion
- Faculté de Santé publique